# Tim Rozon
Tim Rozon (Montreal, Canadá; 4 de junio de 1976) es un actor y modelo canadiense. Es principalmente conocido por sus papeles en las series de televisión Wynonna Earp, Instant Star y Schitt's Creek.
Actualmente, Tim se encuentra en Garde-Manger, un restaurante de mariscos que abrió desde el 2006 con un grupo de amigos en Vieux-Port de Montreal.

## Carrera
Su filmografía muestra cómo ha crecido desde su aparición en la serie canadiense The Great Gatsby en el año 2000. Durante sus años de carrera de actor, Tim ha interpretado el rol de Sam en la película dirigida por Jim Donovan Puré en el año 2004. Además de Pure, que fue un éxito en Canadá y lo llevó al Festival de Cannes, ese mismo año interpretó a Tommy Quincy en la exitosa serie Instant Star junto a Alexz Johnson. 
Ha aparecido en series como  Lost Girl, Schitt's Creek y Rookie Blue. En 2016 consiguió el papel de Doc Holliday en Wynonna Earp, serie con la que ganó el  Premio People's Choice a la mejor serie de ciencia ficción en 2018.

## Vida privada
Rozon es el copropietario del restaurante Garde Manger junto al chef Chuck Hughes.
En 2015 se casó con Linzey, con quien tiene un hijo.

## Filmografía

### Cine
| Año  | Título                     | Papel           | Notas                   |
| ---- | -------------------------- | --------------- | ----------------------- |
| 2004 | Pure                       | Sam             |                         |
| 2006 | Duo                        | Lewis           |                         |
| 2006 | End of the Line            | John            |                         |
| 2007 | 2 Strangers and a Foosball | Duke            | Directamente para vídeo |
| 2008 | Production Office          | Double D        |                         |
| 2008 | Fire and Fury              | Claude          | Cortometraje            |
| 2009 | Long Gone Day              | Christian Locke |                         |
| 2009 | Screamers: The Hunting     | Madden          |                         |
| 2010 | Territories                | Gabriel         |                         |
| 2010 | St. Roz                    | Neil            |                         |
| 2013 | La leyenda de Sarila       | Putulik         | Voz                     |

### Televisión
| Año           | Título                     | Papel               | Notas                                                   |
| ------------- | -------------------------- | ------------------- | ------------------------------------------------------- |
| 2000          | The Great Gatsby           | Dandy Man           | Película de televisión                                  |
| 2003          | See Jane Date              | Mesero              | Película de televisión                                  |
| 2004          | Naked Josh                 | Charles             | Episodio: "Game, Set-up, Match"                         |
| 2004          | I Do (But I Don`t)         | Rick Corina         | Película de televisión                                  |
| 2004          | Fries with That            | John Smith          | Episodio: "Undercover Guy"                              |
| 2004          | Crimes of Fashion          | Marcus              | Película de televisión; también conocida como Boss Girl |
| 2004          | 15 Love                    | Jimmy Kane          | Episodio: "Seedy Reputation"                            |
| 2004-2008     | Instant Star               | Tommy Quincy        | Papel principal; 52 episodios                           |
| 2008          | Would Be Kings             | Tom                 | Miniserie                                               |
| 2009          | Wild Roses                 | Briggs              | Papel recurrente; 5 episodios                           |
| 2009          | The Listener               | Peter Garvin        | Episodio: "My Sister's Keeper"                          |
| 2010          | Rookie Blue                | Gabe                | Episodio: "Takedown"                                    |
| 2011          | Flashpoint                 | Alex Carson         | Episodio: "I'd Do Anything"                             |
| 2011          | Befriend and Betray        | Alex Caine          | Película de televisión                                  |
| 2011          | Against the Wall           | Shane               | Episodio: "A Good Cop"                                  |
| 2011          | 18 to Life                 | Modelo              | Episode: "15 Minutes of Shame"                          |
| 2013          | Lost Girl                  | Massimo "El Druida" | Papel recurrente; 5 episodios                           |
| 2013          | A Sister's Revenge         | Michael Miller      | Película de televisión                                  |
| 2013          | Heartland                  | Eric Williams       | Episodio: "Breaking Point"                              |
| 2014          | Being Human                | Andrew              | Papel recurrente; 5 episodios                           |
| 2014          | 19-2                       | Richard             | 2 episodios: "Winter" & "Medals"                        |
| 2015          | Vox                        | Matt                | Película de televisión                                  |
| 2015          | Unearthing                 | Healy James         | Película de televisión                                  |
| 2015-2017     | Schitt's Creek             | Mutt Schitt         | Papel principal; 23 episodios                           |
| 2016-2021     | "Wynonna Earp"             | Doc Holliday        | Papel principal                                         |
| 2016          | Crossfire                  | Graydon             | Película de televisión                                  |
| 2017          | Saving Hope                | Spencer Walsh       | Episodio: "Birthday Blues"                              |
| 2018          | Lake Placid: Legacy        | Sam                 | Película de televisión                                  |
| 2018          | Beginner's Luck            | Terry               |                                                         |
| 2019          | Christmas Town             | Travis              | Película de televisión                                  |
| 2020          | Vagrant Queen              | Isaac Stelling      | Papel principal; 10 episodios                           |
| 2021-presente | SurrealEstate              | Luke Roman          | Protagonista                                            |
| 2022          | A Christmas In Switzerland | Liam                | Película de televisión                                  |